# Vritz
Vritz korábbi község Franciaországban, Loire-Atlantique megyében. 2018. január 1-jén öt másik községgel egyesült és Vallons-de-l’Erdre új község része lett.
Lakosainak száma 748 fő (2018. január 1.). Vritz Challain-la-Potherie, Angrie, Candé, Freigné és Le Pin községekkel határos.

## Népesség
A település népessége az elmúlt években az alábbi módon változott:
| Lakosok száma | 904  | 843  | 828  | 813  | 803  | 747  | 783  | 804  | 767  | 748  |
|               | 1968 | 1975 | 1982 | 1990 | 1999 | 2011 | 2013 | 2015 | 2017 | 2018 |